# Arno Kamminga
Arno Kamminga (ur. 22 października 1995 w Katwijk aan Zee) – holenderski pływak specjalizujący się w stylu klasycznym, dwukrotny wicemistrz olimpijski i mistrz Europy na krótkim basenie i wicemistrz kontynentu na basenie 50-metrowym.

## Kariera
W lipcu 2017 roku na mistrzostwach świata w Budapeszcie w konkurencji 100 m stylem klasycznym zajął 13. miejsce z czasem 59,76. Na dwukrotnie dłuższym dystansie uplasował się na 14. pozycji (2:09,94). W eliminacjach 50 m stylem klasycznym zajął 16. miejsce ex aequo ze Słoweńcem Peterem Stevensem i Rosjaninem Wsiewołodem Zanko. Wszyscy trzej pływacy uzyskali czas 27,39 i musieli pływać w dogrywce, w której Kamminga uplasował się na ostatnim miejscu i nie zakwalifikował się do półfinałów.
Kilka miesięcy później, podczas mistrzostw Europy na krótkim basenie w Kopenhadze wraz z Kirą Toussaint, Joerim Verlindenem i Ranomi Kromowidjojo zdobył złoty medal w sztafecie mieszanej 4 × 50 m stylem zmiennym. Holendrzy czasem 1:37,71 poprawili rekord mistrzostw.
W 2018 roku na mistrzostwach Europy w Glasgow zarówno na dystansie 100 jak i 200 m stylem klasycznym zajął siódme miejsce, uzyskawszy odpowiednio czasy 59,69 i 2:09,87.
Podczas mistrzostw świata w Gwangju w lipcu 2019 roku w półfinale 200 m stylem klasycznym zajął 10. miejsce i uzyskał czas 2:08,48, poprawiając tym samym rekord swojego kraju. W konkurencji 100 m stylem klasycznym uplasował się na 13. miejscu (59,49).
W grudniu 2019 roku na mistrzostwach Europy na krótkim basenie w Glasgow zwyciężył na 100 i 200 m stylem klasycznym. Zdobył także srebro w sztafecie mieszanej 4 × 50 m stylem zmiennym oraz brąz na dystansie 50 m stylem klasycznym. We wszystkich konkurencjach indywidualnych, w których startował pobił rekord Holandii.
Dwa lata później, podczas mistrzostw Europy w Budapeszcie wywalczył trzy srebrne medale: w konkurencjach 100 i 200 m stylem klasycznym, uzyskawszy odpowiednio czasy 58,10 i 2:07,35, oraz w sztafecie mieszanej 4 × 100 m stylem zmiennym.
W lipcu tego samego roku na igrzyskach olimpijskich w Tokio zdobył srebrny medal na dystansie 100 m stylem klasycznym, uzyskawszy w finale czas 58,00. Trzy dni później, wywalczył srebro w konkurencji 200 m stylem klasycznym z czasem 2:07,01.